# Świerczów (gemeente)
De gemeente Świerczów is een landgemeente in het Poolse woiwodschap Opole, in powiat Namysłowski.
De zetel van de gemeente is in Świerczów.
Op 30 juni 2004 telde de gemeente 3649 inwoners.

## Oppervlakte gegevens
In 2002 bedroeg de totale oppervlakte van gemeente Świerczów 110,32 km², waarvan:
- agrarisch gebied: 64%
- bossen: 26%

De gemeente beslaat 14,76% van de totale oppervlakte van de powiat.

## Demografie
Stand op 30 juni 2004:
| Omschrijving                   | Totaal | Totaal | Vrouwen | Vrouwen | Mannen | Mannen |
| ------------------------------ | ------ | ------ | ------- | ------- | ------ | ------ |
| eenheid                        | aantal | %      | aantal  | %       | aantal | %      |
| inwoners                       | 3649   | 100    | 1855    | 50,8    | 1794   | 49,2   |
| bevolkingsdichtheid (inw./km²) | 33,1   | 33,1   | 16,8    | 16,8    | 16,3   | 16,3   |

In 2002 bedroeg het gemiddelde inkomen per inwoner 1380,85 zł.

## Administratieve plaatsen (sołectwo)
- Bąkowice (Lipa en Bielice, Przygorzele)
- Biestrzykowice
- Dąbrowa
- Gola
- Grodziec
- Miejsce
- Miodary (Grabówka, Kuźnice en Zielony Las)
- Starościn (Górzyna en Mała Kolonia)
- Świerczów
- Wężowice (Wężowite)
- Zbica (Oziąbel, Osiek Duży, Pieczyska, Wołcz, Zawada en Zorzów)

## Aangrenzende gemeenten
Domaszowice, Lubsza, Namysłów, Pokój, Popielów